# Велосипедна рама
Велосипедна рама (англ. Bicycle frame) — основна частина велосипеда, деталь, яка об'єднує всі інші частини конструкції. Залежно від призначення та умов використання, має різні конструкції та загальну форму, що також впливає на посадку велосипедиста.

## Конструкція велосипедної рами

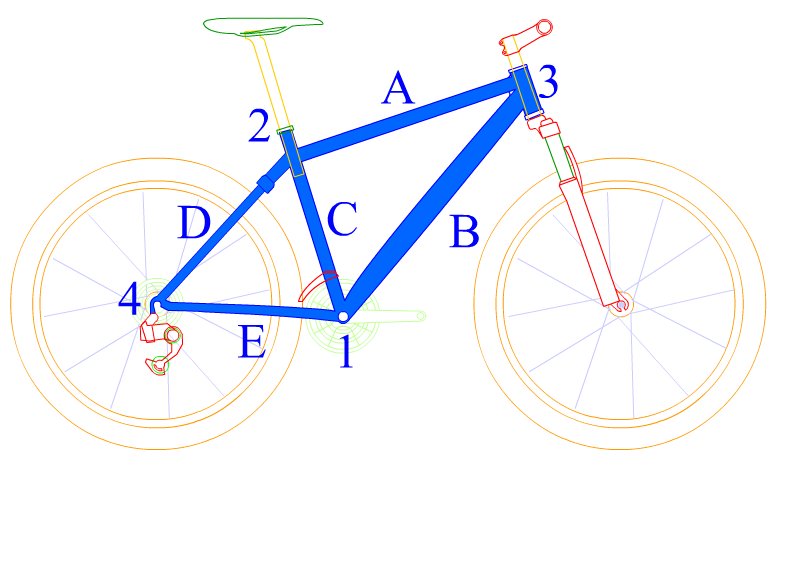
Конструкція велосипедної рами:
A — верхня труба;
B — нижня труба;
С — сідлова труба;
D — верхня стійка заднього трикутника;
E — нижня стійка заднього трикутника;
1 — каретка;
2 — місце з'єднання сідлової труби з сідловим стрижнем;
3 — Головна труба;
4 — кронштейни кріплення втулки заднього колеса.

Рама велосипеда складається з таких частин:
- верхня труба рами
- нижня труба рами
- сідлова труба
- головна труба
- задній трикутник рами

і для підвісів додатково:
- шарніри підвіски
- лінки підвіски

## Різновиди
Окрім традиційної велосипедної рами у формі ромбу за часів розвитку конструкції велосипеда розроблялися багато інших форм. Деякі використовуються ще й сьогодні.

### Ромб
Основний «трикутник» у рамбоподібній рамі насправді не трикутник, тому що він складається з чотирьох труб: головної труби, верхньої труби, нижньої труби і сідлової труби. Задній трикутник складається з сідлової труби з'єднані парними верхніми і нижніми стійками.
Головна труба вміщує кермову колонку, місце приєднання до рами вилки. Верхня труба з'єднує головну і сідлову трубки зверху. У зібраному велосипеді вона може бути горизонтальною (паралельно землі), або мати нахил вниз в напрямку до сідлової труби, щоб утворювати додатковий простір над рамою. Нижня труба з'єднує головну трубу з кареткою.
У хвості заднього трикутника розташовуються кріплення задньої вилки, до якої кріпиться заднє колесо. Сідловий стрижень, на якому закріплюється сідло, фіксується поблизу або в точці з'єднання сідлової та верхньої труб, а також верхніх стійок заднього трикутника.

### Відкрита рама
Історично склалося, що жіночі велосипедні рами мають верхню трубу, яка сполучається посередині сідлової труби, замість верхньої точки, що призводить до збільшення висоти вільного простору. Це повинно було зняти заборону на використання велосипедистками спідниці або сукні під час їзди. У наші часи використовують таку конструкцію раму в велосипедах обох статевих груп. Подібна схема рами використовується у «мікстах».

### Консольна рама
У консольній велосипедній рамі лінія верхньої труби перетинає сідлову трубу, і плавно переходить за сідло, згинається і закінчуються хвостовими перами заднього «трикутника» рами. Консольні рами зазвичай використовуються у круїзерних, низькоходових і «Wheelie» велосипедах. У багатьох консольних рамах прямі тільки головна і сідлова труби.

### Лігерад
У лігераді блок шатунів розташований попереду велосипедиста, на відміну від звичайних «сидячих» велосипедів, в яких шатуни розташовані під їздцем. Також на таких велосипедах спина велосипедиста займає комфортне лежаче положення, на відміну від характерного вигину гонщиків на велосипедах із ромбоподібною рамою та подібних. Заборонені у Франції для участі у велогонках від 1934 року, оскільки мали аеродинамічну перевагу в порівнянні із велосипедами із ромбоподібними рамами. Відтоді виробництво лігерадних велосипедів залишалося в пригніченому стані через відсутність популяризації та впровадження інновацій визначними виробниками велосипедів.

### Лежача рама
У лежачій рамі блок шатунів розташований позаду велосипедиста, сам гонщик розташовується лежачи на грудях і животі.

### Трас
У цьому типу рам використовується додаткова труба, яка утворює ферму, для збільшення надійності конструкції велосипеда. Даний тип рами використовували в деяких своїх моделях такі виробники велосипедів, як Humber Cycles і Pedersen bicycle.

### Складані рами
Складувані рами характеризуються можливістю складатися до компактних розмірів для транспортування або зберігання велосипеда.

### Пенні-фартинг
Рама для таких велосипедів розрахована, в яких переднє колесо буде великого розміру, заднє — малого.

### Тандем
Тандемний велосипед та соціалайзер - велосипеди, призначені для двох і більше їздців.

## Труби рами
Ромбоподібна рама складається з двох трикутників: головного і пари задніх трикутників. Основний трикутник складається з головної труби, верхньої труби, нижньої труби та сідлової труби. Задній трикутник складається з сідлової труби, і пари ланцюгової та сідлової стійок.
Рами бувають різних розмірів: від маленьких і до великих. Розмір підбирається під зріст велосипедиста.
Також, рами можна поділити на чоловічі та жіночі. Їх головна відмінність - це наявність або відсутність верхньої труби рами.